# Хаинкьойски отряд
Хаинкьойски отряд е войскова част на Действащата Руска армия в Руско-турската война (1877-1878).
Хаинкьойският отряд е създаден в средата на август 1877 г. Оперативно е в състава на Южния отряд с командир генерал-лейтенант Фьодор Радецки. Включва подразделения от 9-и армейски корпус. Личният състав е 3 батальона, 2 сотни, 16 оръдия, общо 3500 офицери и войници. Командир на отряда е полковник Силвестър Громан.
Основната бойна задача е охраната на Хаинбоазкия проход в Централна Стара планина. От 18 август 1877 г. е на подчинение на командира на 9-и армейски корпус, генерал-лейтенант Алексей Шаховски. След зимното преминаване на Стара планина от Южния отряд е разформирован и подразделенията се връщат в частите.